# ポール・ヘファー
ポール・ヘファー（Paul Höffer、1895年12月21日 - 1949年8月31日）は、ドイツの作曲家。バルメンで生まれ、ベルリンで亡くなった。
1936年、オリンピックの芸術競技で『Olympischer Schwur』（オリンピックの誓い）により金メダルを獲得した。彼の作品には、ソロ・ヴァイオリン・ソナタ（作品18、1931年）などもある
。